# Bogdan Drăgoi
Bogdan Alexandru Drăgoi, né le 27 mai 1980 à Bucarest, est un homme politique roumain, membre du Parti démocrate-libéral (PDL), ancien ministre des Finances.

## Biographie
Il est diplômé en sciences économiques et relations internationales de l'université américaine Tufts. Il travaille dans le secteur privé entre 2002 et 2006, rejoignant ensuite le cabinet du ministre des Finances publiques, Sebastian Vlădescu. Promu secrétaire d'État du ministère en septembre 2006, il rejoint l'administration de la ville de Bucarest en novembre 2007, avant de retrouver son poste ministériel en janvier 2009. Le 9 février 2012, il est désigné ministre des Finances publiques du gouvernement de centre droit dirigé par l'indépendant Mihai Răzvan Ungureanu.
Il est remplacé, le 7 mai, par Florin Georgescu.